# Une Nouvelle-Calédonie pour tous
Une Nouvelle-Calédonie pour tous (UNCT) est un ancien parti politique de Nouvelle-Calédonie formé le 9 juin 1995 par des dissidents du parti historique de la lutte contre l'indépendance en Nouvelle-Calédonie, le Rassemblement pour la Calédonie dans la République (RPCR) du député Jacques Lafleur. Menés par Didier Leroux, ils ont tous soutenu la candidature de Jacques Chirac à l'élection présidentielle d'avril-mai 1995, alors que Jacques Lafleur (qui a pourtant toujours été proche du président fondateur du RPR) avait appelé à voter pour Édouard Balladur. Le nom du parti reprend d'ailleurs le slogan de campagne de Jacques Chirac, « La France pour tous ». Très présent sur la scène politique locale entre 1995 et 1999, il a pendant cette période constitué la principale force d'opposition au RPCR au sein du camp anti-indépendantiste. En 1999, après de mauvais résultats aux élections provinciales de cette année, il se fond avec d'autres partis anti-Lafleur dans un nouveau mouvement, l'Alliance.

## Les élections provinciales de 1995
L'UNCT est créé en vue des élections provinciales du 9 juillet 1995, pour lesquelles elle présente des listes en Province Sud et dans les Îles Loyauté. Dans le Nord, elle préfère soutenir une autre dissidence du RPCR, le mouvement « Développer ensemble pour construire l'avenir » (DECA) du maire de Koumac Robert Frouin. L'ancien sénateur Dick Ukeiwé, figure historique du RPCR avant sa rupture avec Jacques Lafleur en 1993, soutient la liste UNCT
La campagne entre l'UNCT et le Rassemblement est particulièrement violente, Jacques Lafleur et ses partisans réservant l'essentiel de leurs attaques à ce nouvel adversaire qui quant-à-lui critique « la régression démocratique, le mépris des minorités, la dérive affairiste et le verrouillage de l'information » du RPCR qu'il rebaptise « Rassemblement pour la conservation de la royauté ».
Les dirigeants de l'UNCT sont alors surtout :
- Didier Leroux, son président, homme d'affaires local (à l'origine dirigeant de deux sociétés de grossistes-répartisseurs pharmaceutiques qui s'est ensuite diversifié dans la manutention portuaire, l'agroalimentaire ou le transport aérien, il est le beau-frère de Vincent Bolloré), il a dirigé la Fédération patronale de Nouvelle-Calédonie de 1979 à 1992 et a été élu au Conseil de la Région Sud ainsi qu'au Congrès du Territoire sous les couleurs du RPCR de 1985 à 1988, en plein cœur des Évènements politiques qui ont opposé violemment, de 1984 à 1988, partisans et opposants de l'indépendance. Il mène la liste UNCT en Province Sud.
- Denis Milliard, avocat qui fut ministre RPCR du Travail et de l'Emploi, chargé de la Fonction publique, au sein du gouvernement local présidé par le sénateur Dick Ukeiwé de 1984 à 1985, puis élu au Conseil de la Région Ouest et au Congrès (toujours comme membre du parti de Jacques Lafleur) de 1988 à 1989. Il est en deuxième position de la liste UNCT en Province Sud.
- Sonia Lagarde, commerçante dans le centre-ville de Nouméa et jusque-là militant du RPCR. Elle est en troisième position de la liste UNCT en Province Sud.
- Thierry Valet, professeur d'anglais au lycée Jules-Garnier de Nouméa. Il est en quatrième position de la liste UNCT en Province Sud.
- Cawidrone Wakanumune, agriculteur et militant associatif de Maré, élu (RPCR) du Conseil de la Région des Îles Loyauté et du Congrès du Territoire de 1988 à 1989, présent en troisième position de la liste RPCR (qui n'avait obtenu alors que deux élus) aux élections provinciales de 1989 aux Îles Loyauté. Il est le tête de liste de l'UNCT dans cette dernière province.
- Bernard Ukeiwé, conseiller municipal de Lifou de 1986 à 1995, et élu au Conseil de la Région Îles Loyauté ainsi qu'au Congrès du Territoire (sous les couleurs du RPCR) de 1988 à 1989, il est le fils de l'ancien sénateur et député européen Dick Ukeiwé qui fut une figure historique du RPCR. Il est en deuxième position de la liste UNCT aux Îles Loyauté.
- Goïne Ferdinand Wamo, ministre RPCR de la Jeunesse et des Sports, chargé de l'organisation des Jeux du Pacifique de 1987, dans le gouvernement local présidé par le sénateur Dick Ukeiwé de 1984 à 1985, il est élu sous l'étiquette du Rassemblement à l'Assemblée territoriale en 1984 puis au Conseil de la Région des Îles Loyauté ainsi qu'au Congrès du Territoire de 1985 à 1989 (il était d'ailleurs tête de liste en 1985). Il était encore en quatrième position de la liste RPCR aux élections provinciales de 1989 dans les Îles Loyauté. Il est en 7e place de la liste UNCT dans les Îles.

Les deux listes UNCT réunissent au total 8 424 voix et 11,73 % des suffrages exprimés (mais surtout 19,44 % du vote anti-indépendantiste). Dans le Sud, elle se positionne comme la deuxième force politique, derrière le RPCR, avec 7 909 suffrages (17,53 %) et 7 sièges sur 32. En revanche, aux Îles Loyauté, elle ne réussit pas à franchir la barre des 5 % des inscrits pour obtenir au moins un élu (avec 515 voix, soit 4,98 % des suffrages et la dernière position). Avec 7 sièges sur 54 au Congrès du Territoire, elle se place comme deuxième parti non-indépendantiste et dispose d'un rôle de pivot. Ils s'engagent dans une opposition systématique au RPCR, ayant régulièrement des débats houleux avec ce dernier, et forme une alliance de gestion avec le FLNKS (qui totalise 24 sièges sur 54, 26 en comptant les élus de DECA proches de l'UNCT). Tout en permettant à Pierre Frogier, du Rassemblement, d'accéder au « perchoir », cette alliance porte à la 1re vice-présidence Richard Kaloï, de l'UC, et ne laisse au parti de Jacques Lafleur qu'un seul des sept postes restant du bureau (revenant au sénateur Simon Loueckhote), contre deux autres à l'UC et un chacun pour le Palika, le Rassemblement pour une Calédonie dans la France (RCF, mouvement anti-autonomiste de Claude Sarran associé au Mouvement pour la France MPF de Philippe de Villiers), DECA et l'UNCT (en la personne de Denis Milliard). Le FLNKS et l'UNCT obtiennent de plus à eux deux plus de présidences de commissions que le RPCR. De même, les deux formations occupent le Congrès le 7 mars 1996 pour réclamer d'être mieux considérée par le Rassemblement. L'UNCT se dote de plus d'un organe de presse, Le Quotidien calédonien, fondé par Didier Leroux le 16 décembre 1996.

## Les élections législatives de 1997
Après la dissolution de l'Assemblée nationale par Jacques Chirac le 21 avril 1997 et l'organisation d'élections législatives anticipées pour le 25 mai et le 1er juin suivant, l'UNCT décide d'avancer deux candidats face aux sortants du RPCR. Didier Leroux se présente dans la 1re circonscription (à savoir Nouméa, l'île des Pins et les Îles Loyauté) face à Jacques Lafleur et Thierry Valet dans la seconde (le reste du Territoire, à savoir toute la Grande Terre, à l'exception de Nouméa, ainsi que les îles Belep) face à Pierre Frogier. 
Dans un contexte de boycott du scrutin par les indépendantistes (même si dans la 2e circonscription le Palika et l'USTKE appellent à voter pour le candidat indépendant, mais pourtant loyaliste, Philippe Pentecost), les deux candidats UNCT réalisent des scores plutôt honorables. Didier Leroux arrive ainsi en deuxième position avec 5 394 voix et 19,6 % des suffrages exprimés mais ne peut empêcher que Jacques Lafleur soit réélu dès le premier tour (et avec le plus haut score relatif de France, soit 63,07 %). Thierry Valet pour sa part, malgré la concurrence du candidat DECA (qui partage pour l'essentiel le même électorat que l'UNCT), arrive en troisième place, avec 1 556 votes (6,73 %), derrière Pierre Frogier (56,57 % des suffrages exprimés mais seulement 24,63 % des inscrits, il est donc mis en ballotage) et Philippe Pentecost (27,65 %). Pour le second tour, l'UNCT appelle à voter pour Pentecost mais Frogier est assez largement réélu (par 60,99 % des voix contre 39,01 %).

## L'opposition à l'Accord de Nouméa puis la fusion dans l'Alliance
Didier Leroux estime que ses propositions sont trop peu prises en compte lors des réunions préparatoires (auxquelles l'UNCT est invitée à partir d'avril 1998) afin de trouver une solution consensuelle plutôt que le référendum d'autodétermination. Il reproche notamment aux signataires des accords de Matignon de ne pas laisser assez de place aux petits partis, et refuse finalement de participer aux négociations. Or, deux élus du groupe UNCT au Congrès du Territoire (Thierry Valet et Jean-Claude Legras) choisissent de rester à la table des discussions. L'accord de Nouméa est finalement signé le 5 mai 1998, et Valet et Legras quittent l'UNCT le même mois pour créer le parti « Renouveau ». Celui-ci constitue avec les indépendantistes modérés de la Fédération des comités de coordination indépendantistes (FCCI), afin de défendre l'idée du dialogue et de la fin de la confrontation politique traditionnelle entre partisans et opposants de l'indépendance, un groupe commun au Congrès qui forme alors un « pacte d'amitié » avec le RPCR. 
L'UNCT par la suite s'oppose à l'accord de Nouméa et au projet de loi organique qui en découle, parce qu'il lui reproche non seulement d'avoir été préparé sans consulter les petits partis, mais aussi de risquer de renforcer l'hégémonie du RPCR sur les institutions et de faire trop de concessions aux indépendantistes. Le 23 septembre 1998, elle présente les « modifications majeures » qui doivent être apportés à l'accord pour l'empêcher d'appeler à voter « non » au référendum local pour sa ratification. Le parti demande la diminution des pouvoirs des Provinces par rapport au Territoire, un contrôle et des voies de recours face aux futures lois de pays, la nomination d'un médiateur, mais aussi l'abandon de l'irréversibilité des transferts de compétences, de la restriction du corps électoral pour les provinciales de 1999 et des trois référendums d'autodétermination prévus dans 15 à 20 ans. Finalement, n'ayant pas obtenu satisfaction, le mouvement appelle le 16 octobre 1998 à voter « non » au référendum du 8 novembre, dénonçant un déficit de démocratie et l'impression que ces accords ne peuvent plus être modifiés et précisant que : « Ce n'est pas un non de refus d'un accord, mais de refus de cet accord et des dispositions qu'il nous prépare, c'est-à-dire une future république bananière ». L'allié traditionnel de l'UNCT, le DECA, est divisé sur la question : Robert Frouin appelle aussi à voter pour le « non », Delin Wéma pour le « oui ». Le jour du scrutin, le « oui » l'emporte avec 71,86 % des suffrages exprimés et une participation de 74,23 %. Mais le « non » est légèrement plus élevé (quoique toujours très minoritaire) dans la Province Sud, avec 37,01 % des voix s'étant porté sur ce choix. Didier Leroux affirme le soir du scrutin que la victoire du « oui » est selon lui plus le fait du FLNKS que du RPCR, et estime « avoir atteint son objectif, car 21 000 Calédoniens ont clairement demandé, en votant non, que ces accords soient améliorés ». Et lors du vote pour que le Congrès du Territoire donne son avis sur le projet de loi organique, l'UNCT s'abstient. Toutefois, la position du parti contre l'accord de Nouméa l'affaiblit quelque peu face à un Jacques Lafleur qui, au contraire, a reconquis sa popularité liée à l'image « d'homme de paix » née de la signature des Accords de Matignon, et alors que l'accord de Nouméa est finalement accepté par une très large majorité des Néo-calédoniens et notamment des anti-indépendantistes.
À l'approche des élections provinciales du 9 mai 1999, l'UNCT et Didier Leroux décident de laisser de côté leurs discours contre l'accord de Nouméa pour se concentrer sur l'opposition au RPCR. Pour ce faire, il se rapproche de deux élus locaux non-indépendantistes et non membres du Rassemblement : le maire de Bourail Jean-Pierre Aïfa (président fondateur de la Fédération pour une nouvelle société calédonienne FNSC, parti centriste et autonomiste qui a tenté de s'imposer comme une « troisième voie » entre pro et anti-indépendantistes durant les années 1980, il s'était allié au Front indépendantiste de Jean-Marie Tjibaou de 1982 à 1984) et celui de Dumbéa Bernard Marant (ancien du RPCR jusqu'en 1989, il s'était alors opposé aux accords de Matignon et a créé son propre parti, à l'origine anti-autonomiste et baptisé Calédonie Demain, qui a eu 2 sièges au Congrès de 1989 à 1995). Ainsi est constituée en Province Sud une liste « Alliance pour la Calédonie » menée par Didier Leroux, suivi d'Aïfa en deuxième place et de Marant en quatrième position. Dans le Nord, l'UNCT décide de soutenir à nouveau la liste DECA du maire de Koumac Robert Frouin, et aux Îles Loyauté s'allie avec les indépendantistes modérés du LKS (ainsi plusieurs figures îliennes du parti sont présentes sur la liste du président de l'assemblée provinciale sortante, Nidoïsh Naisseline : Bernard Ukeiwé en sixième place et Cawidrone Wakanumune en douzième position).
Un des principaux dirigeants de l'UNCT, Denis Milliard, rejette l'alliance avec Jean-Pierre Aïfa et Bernard Marant, d'une part parce que ces deux derniers ont appelé à voter « oui » au référendum de 1998 et d'autre part parce qu'il rejette son orientation vers le centre, y voyant la renaissance de la « FNSC » alliée aux indépendantistes en 1982. Il quitte ainsi le parti, et forme une liste « Calédonie autrement » commune avec la fédération locale du Mouvement pour la France (MPF) dirigée par Claude Sarran (anti-autonomiste, présent en deuxième place) et le Mouvement des Calédoniens et Loyaltiens libres (MCLL) de l'ancien sénateur Dick Ukeiwé (en troisième position). Le mouvement « Renouveau » se présente lui aussi lors de ces élections, faisant courir le risque d'une division de l'électorat d'origine de l'UNCT.  
La liste « Alliance pour la Calédonie » (UNCT-FNSC-CD-divers droite) dans le Sud réalise une contre-performance, avec 4 830 voix, soit 9,74 % des suffrages, et 4 élus sur 40 à l'Assemblée de Province (Didier Leroux, Jean-Pierre Aïfa, Sonia Lagarde et Bernard Marant) dont 3 au Congrès. Dans le Nord, le DECA de Robert Frouin est loin de sa performance de 1995 (où il avait presque égalé en nombre de voix le RPCR), avec 1 141 votes (6,6 %) et aucun élu. Les listes formées par les dissidents de l'UNCT, « Renouveau » et « Calédonie autrement », totalisent dans le Sud 4 358 suffrages (8,78 %, mais aucun siège). Elle a ainsi pâti de ses dissidences mais aussi du fait de ses alliances qui l'ont empêcher de capitaliser les votes du « non » à l'accord de Nouméa au sein des anti-indépendantistes (qui se sont surtout orientés vers le FN qui connaît un certain essor électoral avec 10,84 % des voix et 4 sièges, se positionnant ainsi devant l'« Alliance ») sans pour autant capter les voix du « oui » (qui se sont surtout rassemblées derrière le RPCR). 
Après ce mauvais résultat, le 11 novembre 1999, l'UNCT fusionne avec DECA, la FNSC et Calédonie Demain pour créer l'Alliance, nouvelle grande alternative au RPCR au sein des non-indépendantistes et toujours présidée par Didier Leroux. Ce parti participera cinq ans plus tard à la création de l'Avenir ensemble qui remporte les élections provinciales du 9 mai 2004.